# Disk Order
Disk Order es un administrador de archivos en versión de prueba parecido al 'Norton Commander' para Mac OS X.